# Siegertshofen (Egling)

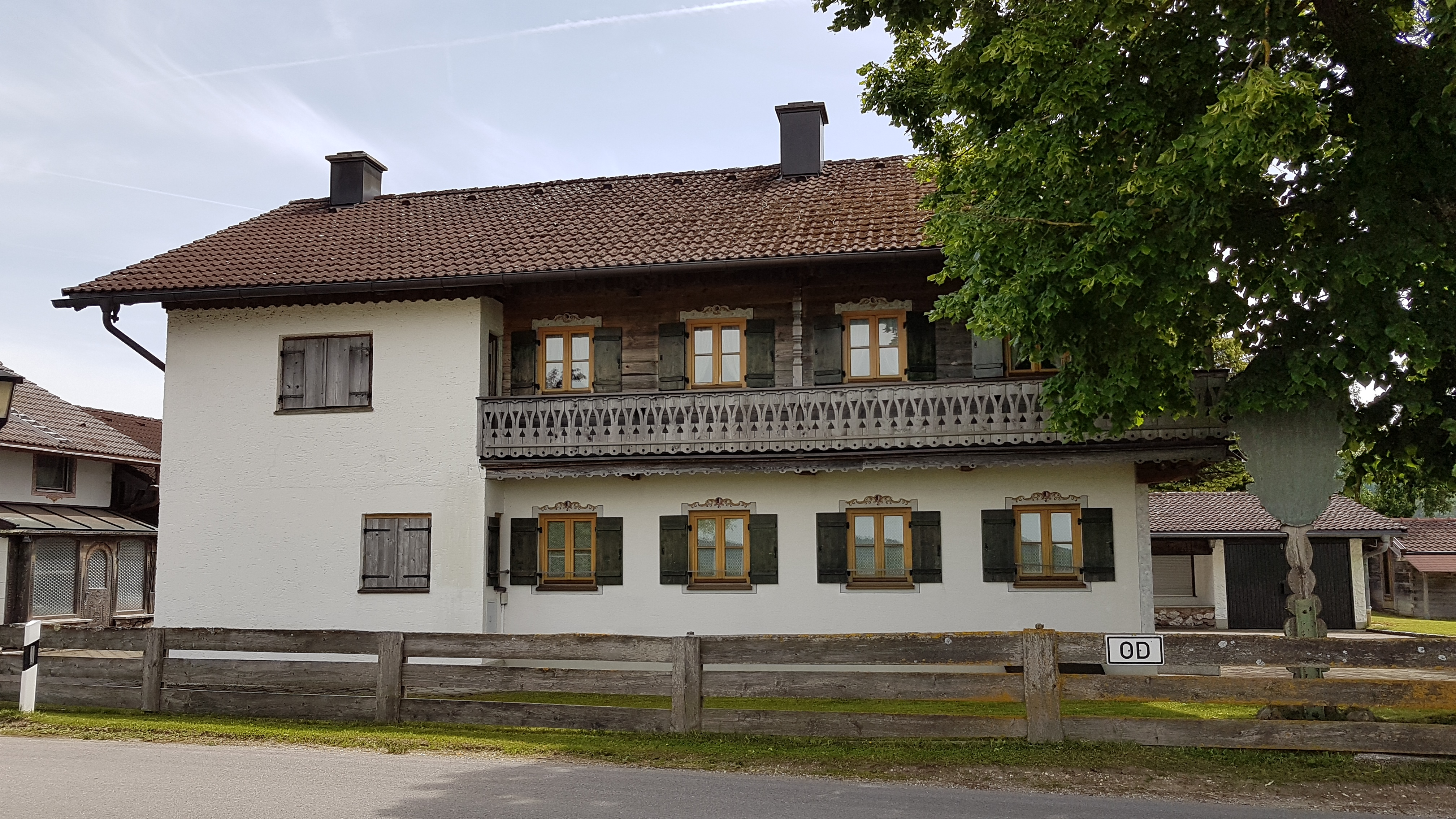
Siegertshofen (Egling), Ascholdinger Straße 2–2a

Siegertshofen ist ein Gemeindeteil von Egling im oberbayerischen Landkreis Bad Tölz-Wolfratshausen. Das Dorf liegt circa vier Kilometer südlich von Egling an der Kreisstraße TÖL 18.

## Baudenkmäler
- Kapelle St. Elisabeth